# Bolostromus gaujoni
Bolostromus gaujoni är en spindelart som först beskrevs av Simon 1889.  Bolostromus gaujoni ingår i släktet Bolostromus och familjen Cyrtaucheniidae.
Artens utbredningsområde är Ecuador. Inga underarter finns listade.